# Coleman-Nunatak
Der Coleman-Nunatak ist ein Nunatak im westantarktischen Marie-Byrd-Land. Er ragt 3 km südlich des Patton Bluff nahe dem Kopfende des Berry-Gletschers auf.
Der United States Geological Survey kartierte ihn anhand eigener Vermessungen und mittels Luftaufnahmen der United States Navy aus den Jahren von 1959 bis 1965. Das Advisory Committee on Antarctic Names benannte ihn 1966 nach Richard I. Coleman, Meteorologe auf der Byrd-Station im Jahr 1962.